# Oscar Cantoni
Oscar Cantoni, född 1 september 1950 i Lenno, Lombardiet, är en italiensk kardinal och biskop. Han är sedan 2016 biskop av Como.
Den 29 maj 2022 tillkännagav påve Franciskus att han ämnar upphöja biskop Cantoni till kardinal den 27 augusti samma år.